# Ernesto II de Sajonia-Coburgo y Gotha
Ernesto II de Sajonia-Coburgo-Gotha (21 de junio de 1818 - 22 de agosto de 1893) fue el segundo duque soberano del ducado alemán de Sajonia-Coburgo-Gotha, reinando desde 1844 hasta su muerte. Ernesto nació en Coburgo, el mayor de los hijos de Ernesto I de Sajonia-Coburgo-Gotha, y su esposa, la princesa Luisa de Sajonia-Gotha-Altenburgo. Catorce meses más tarde nació su hermano menor, el príncipe Alberto, que más adelante se convertiría en esposo consorte de la reina Victoria. El padre de Ernesto se convirtió en duque de Sajonia-Coburgo y Gotha en 1826 a través de un intercambio de territorios. 
En Karlsruhe el 3 de mayo de 1842, Ernesto se casó con la princesa Alejandrina de Baden. Ernesto no tuvo descendencia como fruto de este matrimonio. Poco después, ascendió a duque a la muerte de su padre el 29 de enero de 1844. Como duque reinante Ernesto II, apoyó a la Confederación Germánica en las guerras de Schleswig-Holstein contra Dinamarca, enviando miles de tropas y convirtiéndose en el comandante de un cuerpo alemán; como tal, fue decisivo en la victoria de 1849 en la batalla de Eckernförde contra fuerzas danesas. Después de que el rey Otón I de Grecia fuera depuesto en 1862, el gobierno británico defendió el nombre de Ernesto como un posible sucesor. Las negociaciones, sin embargo, fracasaron por diversos motivos, no siendo el menor de ellos que no abandonaría sus amados ducados en favor del trono griego.
Defensor de una Alemania unificada, Ernesto vio los diversos movimientos políticos con gran interés. Mientras al principio fue un abierto defensor del movimiento liberal, sorprendió a todos cambiando de lado y apoyando a los más conservadores (y con el tiempo victoriosos) prusianos durante las guerras austro-prusiana y franco-prusiana y la posterior unificación de Alemania. Su apoyo a los conservadores tenía sin embargo un precio, y es que no podía ser visto como posible líder de un movimiento político. Según la historiadora Charlotte Zeepvat, Ernesto se vio «progresivamente perdido en un remolino de diversiones privadas que sólo le hicieron merecedor del desprecio exterior».
La posición de Ernesto se vio a menudo unida a la de su hermano, el príncipe Alberto, esposo de la reina Victoria. Los dos muchachos fueron criados casi como mellizos, y su relación se estrechó aún más con la separación y divorcio de sus padres, así como por la eventual muerte de su madre. La relación de los príncipes experimentó fases de gran cercanía así como otras de distanciamiento conforme envejecieron; después de la muerte de Alberto en 1861, Ernesto se fue haciendo cada vez más antagonista de Victoria y sus hijos, así como progresivamente amargo hacia el Reino Unido, publicando panfletos anónimos contra varios miembros de la familia real británica. 
Murió el 22 de agosto de 1893 en Reinhardsbrunn, sin descendencia, siendo sucedido por su sobrino el príncipe Alfredo, duque de Edimburgo, segundo descendiente varón de su hermano, a quien aceptó como sucesor a pesar de sus crecientes diferencias políticas. El hijo varón mayor de su hermano, el príncipe de Gales, había renunciado a su derecho sucesorio sobre el ducado.

## Primeros años

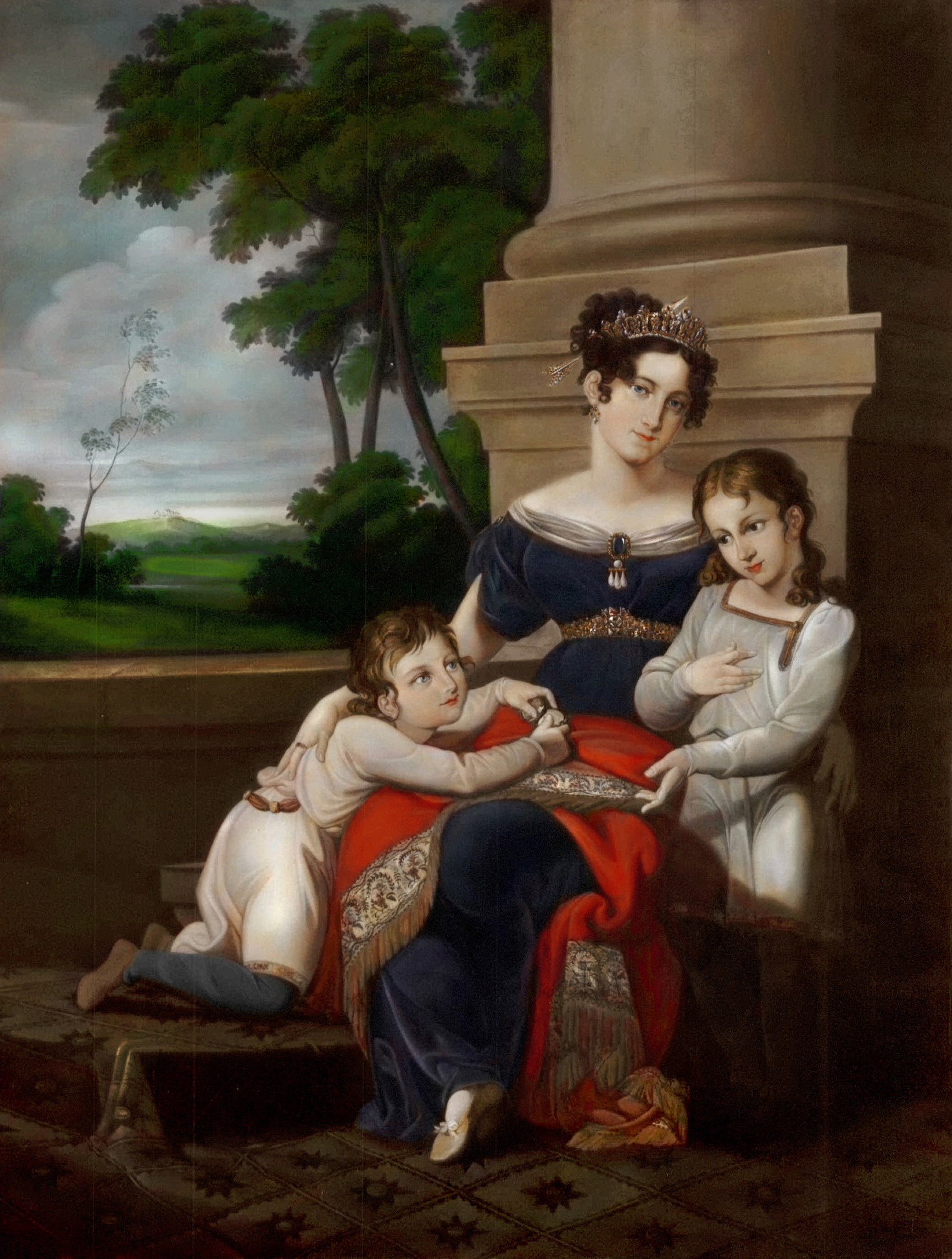
Ernesto (a la derecha) con su hermano menor Alberto y su madre Luisa, poco antes de su exilio de la corte.

Ernesto, príncipe heredero de Sajonia-Coburgo-Saalfeld, nació en el palacio de Ehrenburg en Coburgo el 21 de junio de 1818. Era el hijo mayor de Ernesto III, duque de Sajonia-Coburgo-Saalfeld y su primera mujer, Luisa de Sajonia-Gotha-Altenburgo. Pronto se le unió su hermano, el príncipe Alberto, que más tarde se convertiría en esposo de la reina Victoria. Aunque el duque Ernesto tuvo numerosos hijos de diversos affaires, los dos muchachos no tuvieron más hermanos legítimos. En 1826, su padre ascendió al ducado como Ernesto I, duque de Sajonia-Coburgo y Gotha a través de un intercambio de territorios tras la muerte de su tío el duque Federico IV de Sajonia-Gotha-Altenburgo.
Hay varios relatos sobre la infancia de Ernesto. Cuando tenía catorce meses de edad, un criado comentó que "corretea como una comadreja. Le están saliendo los dientes y está tan molesto como un tejón de impaciencia y vivacidad. Ahora no es muy guapo, salvo por sus hermosos ojos negros". En mayo de 1820, su madre describió a Ernesto como "muy grande para su edad, así como inteligente. Sus grandes ojos negros están llenos de espíritu y animación". El biógrafo Richard Hough escribe que "incluso desde su infancia, estaba muy claro que el hijo mayor se parecía a su padre en carácter y apariencia, mientras que Alberto recordaba muy intensamente a su madre en casi todos los aspectos". Ernesto y su hermano a menudo vivieron con su abuela la condesa viuda de Sajonia-Coburgo-Saalfeld hasta su muerte en 1831.
Él y Alberto fueron educados juntos como si fueran mellizos. Aunque Alberto era catorce meses más joven, sobrepasaba a Ernesto intelectualmente. Según su tutor, "iban de la mano en todas las cosas, fuera trabajando o en el juego. Emprendiendo las mismas búsquedas, compartiendo idénticas alegrías y tristezas, estaban unidos por sentimientos poco frecuentes de amor mutuo". Quizá esas "tristezas" arriba mencionadas se refieren al matrimonio de sus padres. No fue feliz y el duque Ernesto I era continuamente infiel. En 1824, Ernesto I y Luisa se divorciaron; posteriormente ella dejó Coburgo y no se le permitió volver a ver a sus hijos. Ella se volvió a casar pronto con Alejandro de Hanstein, conde de Pölzig y Beiersdorf, muriendo en 1831 a los treinta años de edad. El año después de su muerte, su padre se casó con su sobrina, la duquesa María de Wurtemberg, quien era hija de su hermana Antonieta. Su madrastra era así también su prima carnal. El duque y su nueva duquesa no estaban cercanos, y no tendrían hijos; mientras que los muchachos mantuvieron una relación feliz con su madrastra, María tuvo escasa o nula influencia en las vidas de sus hijastros. La separación y divorcio de sus padres, así como la posterior muerte de su madre dejó a los niños marcados y en una relación estrecha entre sí.

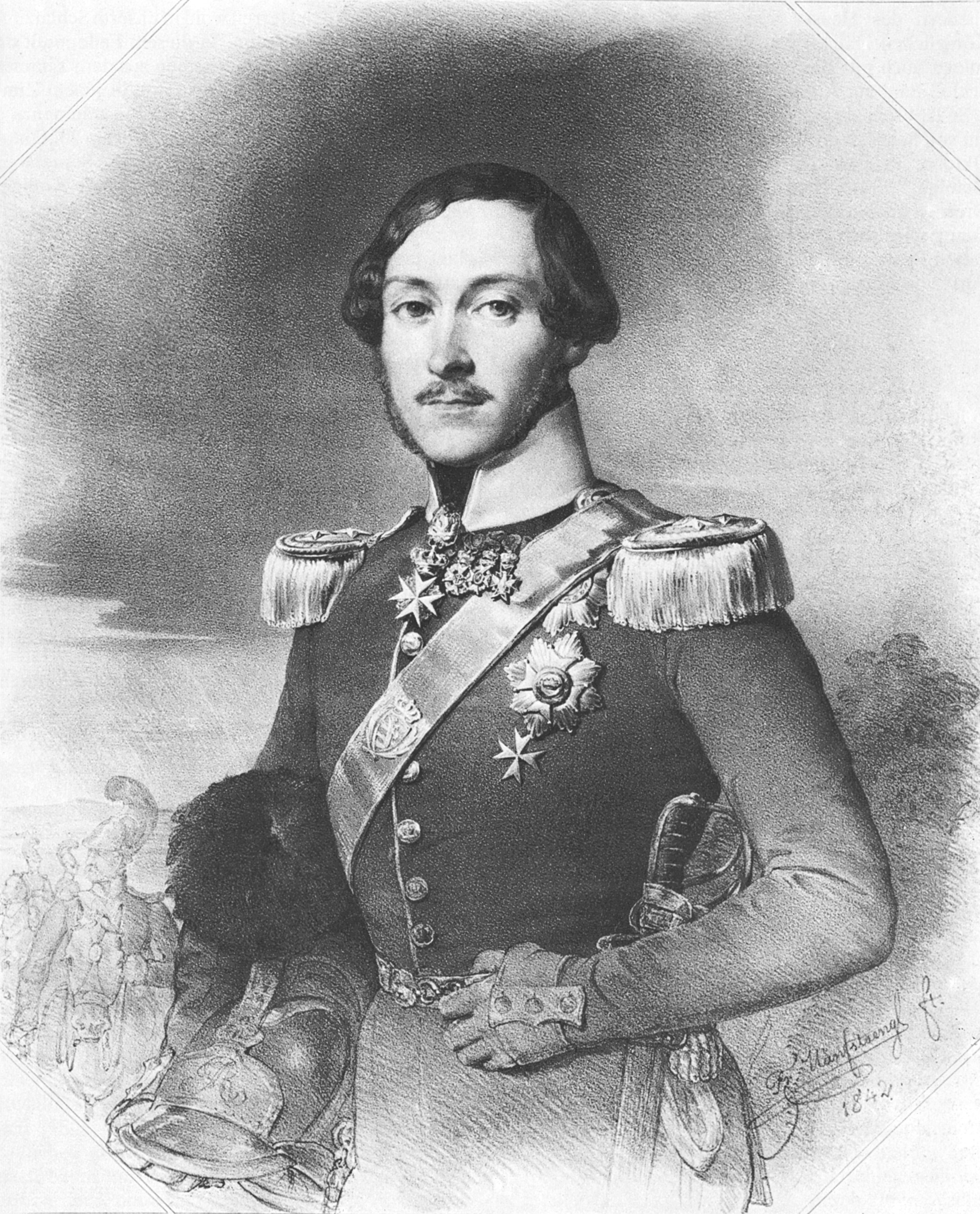
Una litografía de Ernesto, 1842

En 1836, Ernesto y Alberto visitaron a su prima casadera la princesa Victoria de Kent, pasando unas pocas semanas en Windsor. Los dos jóvenes, y especialmente Alberto, eran considerados por su familia como un esposo potencial para la joven princesa, y se les enseñó a hablar un inglés competente. Su padre pensó primero que Ernesto sería mejor marido para Victoria que Alberto, posiblemente creyendo que su interés por el deporte le haría más atractivo para el público británico. Sin embargo, muchos otros favorecieron a Alberto sobre Ernesto como un posible marido. Por temperamento, Victoria era mucho más parecida a Ernesto, pues ambos eran vivaces y sociables con amor por el baile, el cotilleo y la vida nocturna de cenas y teatro; a la inversa, esta vida activa enfermaba físicamente a Alberto. Victoria creía que Ernesto tenía "en su semblante, una expresión de lo más amable, honesta e inteligente", mientras que Alberto "parecía lleno de bondad y dulzura, y muy listo e inteligente". Sin embargo, no hubo ninguna oferta matrimonial formal por parte de ninguno de los hermanos, y se volvieron a casa. 
Ernesto empezó su formación militar poco más tarde ese mismo año. En abril de 1837, Ernesto, Alberto y su casa se trasladaron a la Universidad de Bonn. Cuando llevaban seis meses de curso, Victoria ascendió al trono del Reino Unido. Como los rumores de un próximo matrimonio entre ella y Alberto interfirieron con sus estudios, los dos hermanos se marcharon el 28 de agosto de 1837 al cierre del trimestre para viajar por Europa. Regresaron a Bonn a principios de noviembre para seguir con sus estudios. En 1839, los hermanos volvieron a viajar a Inglaterra, donde Victoria encontró a su primo Alberto agradable y pronto le hizo una proposición. Esta conexión tendría muchas implicaciones para Ernesto en el futuro; por ejemplo, fue elegido como padrino de la segunda hija de Alberto, la princesa Alicia, y con el tiempo la entregaría el día de su boda, solo meses después de la muerte de Alberto.

## Matrimonio

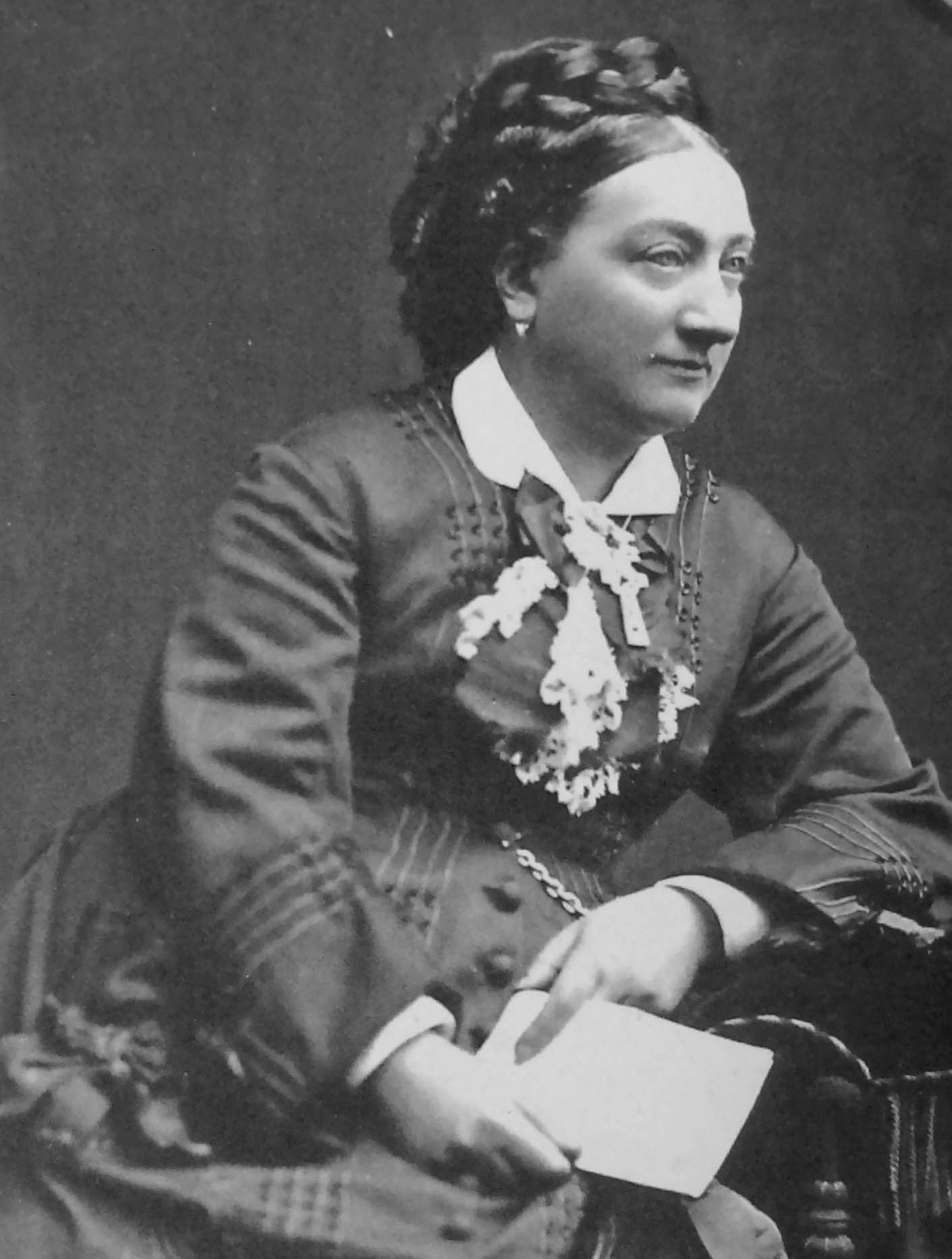
La esposa de Ernesto, la princesa Alejandrina de Baden. Alejandrina seguiría siendo ferozmente leal a su esposo durante el matrimonio, creyendo que su carencia de hijos era problema de ella.

Se propusieron varias candidatas como esposas de Ernesto. Su propio padre quería que mirase alto para conseguir una esposa, como una gran duquesa rusa. Una posibilidad era la princesa Clementina de Orleans, hija de Luis Felipe I, a quien conoció mientras visitaba la corte en las Tullerías. Semejante matrimonio, sin embargo, habría requerido que él se convirtiera del luteranismo al catolicismo, y en consecuencia, no llegó a nada. Más tarde ella se casaría con su primo el príncipe Augusto de Sajonia-Coburgo-Gotha. Ernesto fue también considerado por la reina viuda María Cristina como posible esposo para su hija Isabel II de España, y por la reina Victoria para su prima la princesa Augusta de Cambridge.
En Karlsruhe el 3 de mayo de 1842, Ernesto se casó con la princesa de veintiún años Alejandrina de Baden. Era la hija mayor de Leopoldo, gran duque de Baden y la princesa Sofía de Suecia, hija del depuesto rey Gustavo IV Adolfo de Suecia. Aunque dio su consentimiento, su padre quedó decepcionado que su segundo hijo no hiciera nada más para mejorar las preocupaciones de Coburgo. El matrimonio no tuvo hijos, aunque al parecer Ernesto fue padre de al menos tres hijos ilegítimos en años posteriores.
Ernesto había sufrido una enfermedad venérea en su adolescencia y hasta los veintipocos años, probablemente por su estilo de vida promiscuo y salvaje. Estas cualidades las heredó bajo la tutela de su padre, que llevó a sus hijos a "probar los placeres" de París y Berlín, para "horror y vergüenza" de Alberto, mucho más comedido que su padre y su hermano. La apariencia de Ernesto se había deteriorado tanto que Sarah Lyttelton, una dama de compañía de la reina Victoria, observó en Windsor en 1839 que él estaba "muy delgado, de mejillas hundidas y pálido, en nada parecido a su hermano, sin gran belleza. Pero tenía unos bellos ojos negros y pelo negro, una figura ligera, y un gran aspecto de espíritu y entusiasmo". Más tarde ese mismo año, Alberto aconsejó a su hermano que no contrajera matrimonio hasta estar recuperado plenamente. Aún más, le advirtió que su continua promiscuidad podía dejarlo incapacitado para tener hijos. Algunos historiadores creen que aunque él era capaz de engendrar otros hijos, la enfermedad dejó infértil a su joven esposa.
Conforme pasaron los años y no tenían hijos, Ernesto se distanció de su esposa, y le era infiel continuamente. Aunque Alejandrina siguió siéndole devota, eligiendo ignorar aquellas relaciones de las que era consciente, su lealtad se hizo progresivamente incomprensible para aquellos fuera de su familia inmediata. Para 1859, después de diecisiete años sin hijos, Ernesto dejó de interesarse por su esposa.

## Duque de Sajonia-Coburgo y Gotha
El 29 de enero de 1844, el padre de Ernesto murió en Gotha, uno de los territorios que su familia había adquirido recientemente. Así, Ernesto lo sucedió en los ducados de Sajonia-Coburgo y Gotha como Ernesto II.

### Desarrollo de una constitución
Bastante extravagante, Ernesto pasó por varios problemas a lo largo de su reinado. En enero de 1848, Ernesto visitó a su hermano en medio de perturbaciones políticas en Alemania. A su regreso, descubrió también inquietudes en Coburgo. Uno de los problemas se relacionaba con las finanzas. Aunque Ernesto tenía una gran herencia, también incurría con frecuencia en deudas Hubo reiteradas llamadas a que se nacionalizaran todas sus propiedades. De hecho, Alberto tuvo que intervenir en un momento dado y evitar a su hermano la vergüenza de perder una de sus propiedades en Coburgo.
Durante la agitación de 1848 en Alemania, Alberto había estado construyendo su propio plan de reformas liberal, bajo el cual un monarca único, canciller y parlamento, unirían los estados alemanes; además cada estado conservaría su actual dinastía gobernante. Como este plan afectaba a su hermano, le dio una copia a Ernesto con la esperanza de que él desarrollara su propia constitución liberal. Ernesto posteriormente hizo unas pocas concesiones, pero su posición permaneció firme, sin contar con el creciente problema de sus deudas. Se hizo un bosquejo de constitución y se promulgó en 1849 en Gotha, aunque solo había existido una en Coburgo desde 1821. En 1852, ambas constituciones se fusionaron en una, que convirtió la unión personal de dos ducados en una unión real; los ducados eran ahora inseparables, con un conjunto de instituciones comunes. Durante esta agitación política, las concesiones a tiempo y el popular hábito de Ernesto de mezclarse "con el pueblo en sus placeres" fueron decisivos a la hora de impedir que perdiera el trono. Más aún, varias fuentes contemporáneas afirman que Ernesto era un gobernante capaz, justo y muy popular, lo que pudo haber ayudado también a mantenerlo en el poder.

### Guerras de Schleswig-Holstein

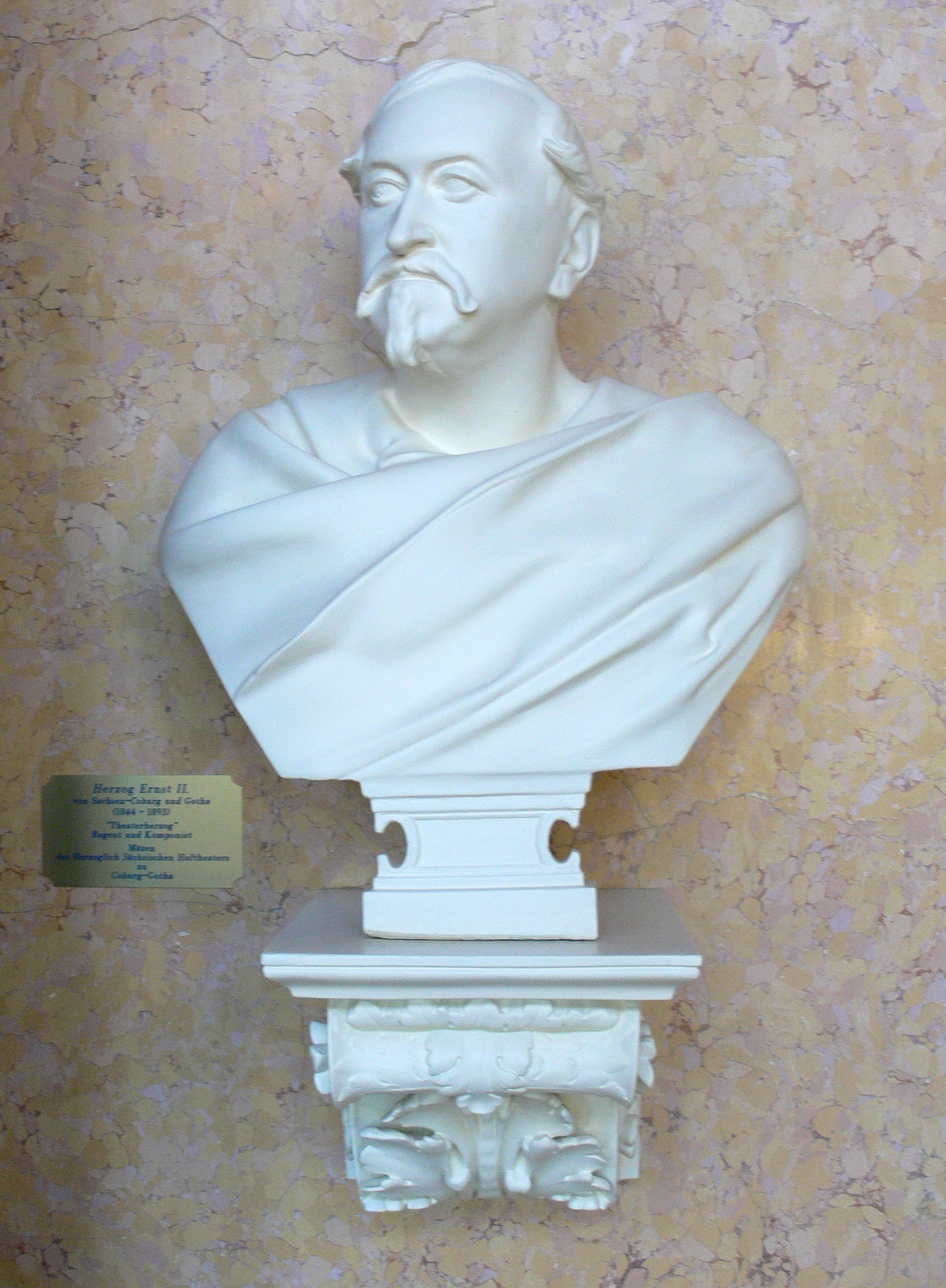
Un busto de Ernesto en el Landestheater en Coburgo. Ernesto fue un gran entusiasta de la música y tocó toda su vida, siendo la fuerza artística detrás de mucho de lo que era popular en Alemania.

Desde 1848 hasta 1864, Dinamarca y la Confederación germánica lucharon por controlar los dos ducados de Schleswig y Holstein. Históricamente, los ducados habían sido gobernados por Dinamarca desde tiempos medievales, pero seguían siendo de mayoría alemana. Esta mayoría fue incitada a la rebelión después de que Federico VII de Dinamarca anunciara el 27 de marzo de 1848 que los ducados pasarían a ser parte integral de Dinamarca bajo su nueva constitución liberal. Prusia se vio implicada pronto, apoyando el alzamiento y empezando la primera guerra de Schleswig. Ernesto envió 8000 hombres inicialmente, añadidos al ejército enviado por la Confederación Germánica. También deseaba que se le diera un trabajo militar durante la guerra, pero fue rechazado, pues era "extremadamente difícil ofrecerme una posición en el ejército de Schleswig-Holstein que se correspondiera con mi rango", según sus memorias. Estuvo de acuerdo con un mando menor, llegando a liderar un contingente turingio; comentó en una carta a su hermano que "tenía que haber declinado cualquier otro mando de ese tipo, pero no podía rechazar este, pues, en la actual condición de nuestros estados, es importante mantener el poder ejecutivo en nuestras manos". Como comandante de un cuerpo germano, Ernesto fue decisivo en la victoria el 5 de abril de 1849 en Eckernförde contra las fuerzas danesas.
La primera guerra acabó en 1851, pero se reanudaría en 1864. Durante este interludio, Ernesto se opuso fervientemente al matrimonio de su sobrino Alberto Eduardo, príncipe de Gales ('Bertie') con la princesa Alejandra de Dinamarca, hija del futuro Cristian IX de Dinamarca (y por lo tanto un enemigo de los estados alemanes). Creía que esa unión iba contra los intereses alemanes. Alberto replicó enojado "¿Qué tiene eso que ver contigo?... Vicky se ha esforzado mucho en ayudarnos a encontrar a alguien, pero en vano... No tenemos otra opción [razonable]". Alberto estuvo de acuerdo en que habría problemas con el matrimonio, pero como no podía encontrar otra novia alternativa, escribió a Ernesto que mantener el asunto como cosa privada (y fuera del reino del gobierno) era "la única forma de impedir una ruptura con Prusia y la sola manera de mantener el juego en nuestras propias manos, imponer las condiciones que creemos necesarias, y tanto como podamos, quitarle las implicaciones políticas". Alberto también advirtió a su hijo de las intenciones de Ernesto de interferir en el matrimonio, comentando, "tu tío... intentará influir en esta obra. Tu mejor defensa será no tratar el tema, si él lo saca a colación".
Poco después de escribir estas cartas, el príncipe Alberto murió el 14 de diciembre de 1861. Su muerte ayudó a Ernesto a reparar su relación con su cuñada, pues Victoria se había enfadado cada vez más con las objeciones de Ernesto al matrimonio danés. Los dos hermanos siempre habían estado cerca, con independencia de sus desacuerdos, y la muerte de Alberto dejó a Ernesto "desolado", señaló Victoria en una carta a su hija mayor. La muerte sin embargo no resolvió su discusión; viendo que su implicación directa había fallado a la hora de convencer a Victoria, Ernesto intentó una nueva táctica. Comenzó a difundir rumores sobre Alejandra y su familia, en los que su madre la princesa Luisa "había tenido hijos ilegítimos y Alejandra había flirteado con jóvenes oficiales"; también escribió a la propia Luisa, advirtiéndola de que Bertie sería una elección desafortunada como esposo. Adicionalmente, Ernesto se encontró con su sobrino en Tebas, lo más probable intentando desanimarlo de ese matrimonio en persona. En una carta del 11 de abril, Victoria tristemente señaló a su hija mayor "No me dijiste que Bertie se había encontrado con el tío Ernesto en Tebas... Siempre me alarmo cuando pienso en el tío Ernesto y Bertie juntos pues sé que el primero hará lo que sea para poner a Bertie en contra del matrimonio con la princesa Alix". A pesar de la desaprobación de Ernesto, Bertie se casó puntualmente con Alejandra el 10 de marzo de 1863.
Durante la guerra civil americana, el duque asignó a Ernst Raven como cónsul en el estado de Texas. Raven apeló al gobierno confederado para un exequatur diplomático el 30 de julio de 1861 y fue aceptado.

### Candidatura al trono griego

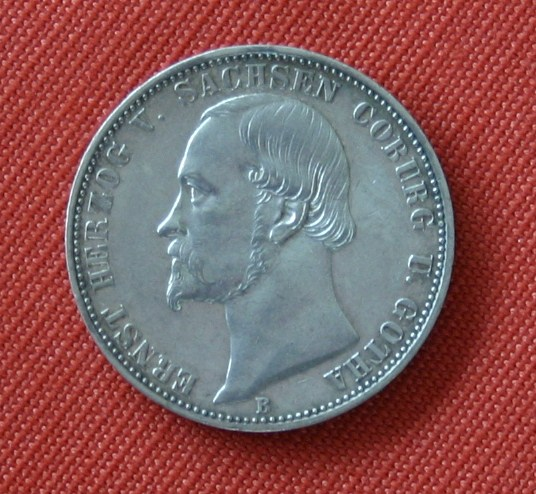
Moneda que representa a Ernesto II, 1869. Fue acuñada para conmemorar el 25.º aniversario de su reinado.

El 23 de octubre de 1862, Otón de Baviera, rey de Grecia fue depuesto en un golpe incruento. Los griegos deseaban que alguien cercano al Reino Unido y a la reina Victoria reemplazase a Otón; algunos deseaban permitir al príncipe Alfredo, duque de Edimburgo (su segundo hijo), lo sucediese como rey de Grecia. Fue elegido con el 95 % de los votos en el referéndum por la jefatura del Estado en Grecia de 1862. Sin embargo, después de que se confirmase su ineligibilidad, los griegos empezaron a pensar en otros posibles candidatos, que incluyeron al duque Ernesto por sugerencia del gobierno británico. Según su razonamiento, y el de la reina Victoria, si Ernesto asumía el trono griego, Alfredo podría inmediatamente asumir su herencia y suceder a Ernesto como duque (el príncipe de Gales había transferido sus derechos al ducado de Sajonia-Coburgo-Gotha a su hermano menor). Muchos estaban a favor de esta candidatura, incluyendo al primer ministro lord Palmerston y la cuñada de Ernesto. En una carta escrita a su tío Leopoldo I de Bélgica, Victoria afirmó su apoyo a que una nueva rama real de la Casa de Sajonia-Coburgo y Gotha (pues Leopoldo había sido elegido como rey de los belgas en 1831) así como su deseo de que su segundo hijo Alfredo sucediera a su tío en el ducado. Sin embargo conforme continuaron las negociaciones, ella empezó a perder el entusiasmo por la idea.
Había problemas con la candidatura; Ernesto no tenía hijos, y por tanto tendría que adoptar a alguno de los príncipes de su casa para que le sucediera como rey de Grecia. Para resolver este problema, Ernesto sugirió a Palmerston que simplemente asumiera el título de regente de Grecia y conservara el reino en fideicomiso para el heredero que eligiese. También estipuló que si aceptaba el trono, debería someterse a determinadas garantías por otras potencias. Lo que aparentemente rompió la negociación fue el hecho de que Ernesto quisiera adquirir el trono griego y conservar el control de sus ducados "más seguros". Al final, el gabinete británico pensó que las condiciones propuestas eran inaceptables. Cuando sus pretensiones se rechazaron, el propio Ernesto a su vez rehusó. En 1863, el trono griego fue aceptado por otro miembro de una familia real: el hermano menor de la princesa de Gales, el príncipe Guillermo de Dinamarca. Ernesto más tarde comentaría "Que pasó de mí ese cáliz, siempre lo consideré como algo afortunado".

### Guerras austro-prusiana y franco-prusiana
Ernesto, como su hermano, estaba en favor de un estado federal alemán unificado. Para lograr mejor este objetivo, Ernesto gustaba de aventurarse en cualquier sistema político que prometiera el mayor éxito posible. Posteriormente vio el crecimiento del liberalismo en Alemania con gran interés e intentó construir lazos de unión con los líderes del movimiento. En vida de Alberto, Ernesto se interesó mucho por el movimiento reformista, y fue percibido como un progresista dentro de Alemania. Su punto de vista favorable sobre el liberalismo hizo de su ducado un asilo para refugiados políticos de otros estados alemanes. En 1863, acudió a la conferencia liberal de Fráncfort, que fue abiertamente evitada por la más conservadora Prusia. A pesar de que acudir a ella no le hizo ganar amigos en Prusia, desarrolló tales contactos fuertes con Austria que muchos lo miraban como un líder potencial en el creciente conflicto entre las potencias del norte y las del sur. Sin embargo, acabó cansado del consejo que recibió de Alberto sobre el tema; puesto que Ernesto "en modo alguno se sentía inclinado a consentir un gobierno enérgico como el que yo adopté inmediatamente después para la perfección del sistema constitucional", según cartas de Alberto.
La guerra austro-prusiana estalló por el deseo de los líderes conservadores alemanes por la unificación, aunque en términos diferentes a los de sus oponentes liberales. Ernesto urgió a los líderes prusianos contra la guerra en ciernes, y fue un defensor activo de la causa austriaca. Aunque Ernesto normalmente seguía políticas más liberales que las de muchos de sus colegas, empezó a cambiar su punto de vista para alinearse más estrechamente con el ministro presidente prusiano Otto von Bismarck para mediados de la década de 1860. A pesar de este cambio en sus puntos de vista políticos privados, aún tenía lazos públicos con los austriacos, y nadie anticipó que Ernesto inmediatamente se pondría de lado de los mejor equipados prusianos cuando la guerra estalló. Su razonamiento es usualmente entendido como que actuaba por el mejor interés de sus ducados, y por extensión, de sí mismo. A pesar de todo, se vio como una traición de antiguos amigos; la reina Victoria comentó que Ernesto "podría haberse mostrado conforme con la neutralidad - porque eso podría ser necesario, pero cambiar de chaqueta es algo que no me parece correcto".
Ernesto fue afortunado en su apoyo a la victoriosa Prusia; muchos otros pequeños duques, príncipes y reyes alemanes que habían apoyado a Austria sufrieron inmensamente a manos de los Hohenzollern. Hanover, Hesse-Kassel, y Nassau por ejemplo, fueron todos anexionados a Prusia a expensas de sus respectivos gobernantes. Aunque solo había cambiado de ideas políticas recientemente, a Ernesto se le permitió cabalgar a la cabeza de su batallón durante el desfile de la victoria. Su sobrina mayor, la princesa de la corona Victoria ("Vicky") estaba satisfecha de su apoyo prusiano y comentó "No estoy acostumbrada a tanta alabanza a un Coburgo aquí. [Ernesto] no estaba entre el enemigo aplastado y batido, bastante triste es ver a tantos amigos de una sufriendo los efectos de sus errores de cálculo". El marido de Victoria, el príncipe de la corona Federico también estaba satisfecho con la decisión de Ernesto, escribiendo en su diario el 28 de septiembre de 1871, que la "relación [con el duque] siempre me proporciona un placer particular, especialmente... cuando su corazón late tan cálidamente por Alemania".
El apoyo de Ernesto a los prusianos en la guerra austro-prusiana y más tarde en la guerra franco-prusiana significó que ya no era más el líder potencial de un movimiento político; aunque es verdad que consiguió conservar sus ducados, eso tuvo un precio. Según la historiadora Charlotte Zeepvat, Ernesto "se vio progresivamente perdido en un torbellino de diversiones privadas que sólo le hicieron merecedor de desprecio desde el exterior". Ernesto canalizó sus pensamientos políticos a su esfera privada, prefiriendo escribir de manera encubierta artículos esponsorizados en la prensa de Coburgo que ir amargándose poco a poco contra Inglaterra. En 1886, Ernesto publicó Corregentes y la influencia extranjera en Alemania, un panfleto que enfadó mucho a su familia; aunque se produjo anónimamente, nadie dudaba que lo escribió Ernesto. Atacaba a Vicky como una alemana desleal que dependía demasiado de su madre, y declaraba que ella había sido demasiado indiscreta al pasar información confidencial tanto en tiempo de guerra como de paz. La reina Victoria estaba furiosa, y le escribió a Vicky, "Lo que me dijiste del tío E y ese panfleto es simplemente monstruoso. Te aseguro que tuve enormes dificultades para escribirle en su cumpleaños, pero escribí de una manera tan breve y tan fría como pude sin perder la urbanidad". "El querido tío Ernesto nos hace gran daño a todos con sus maneras extrañas y lengua incontrolable con su muy vívida imaginación".

### Últimos años

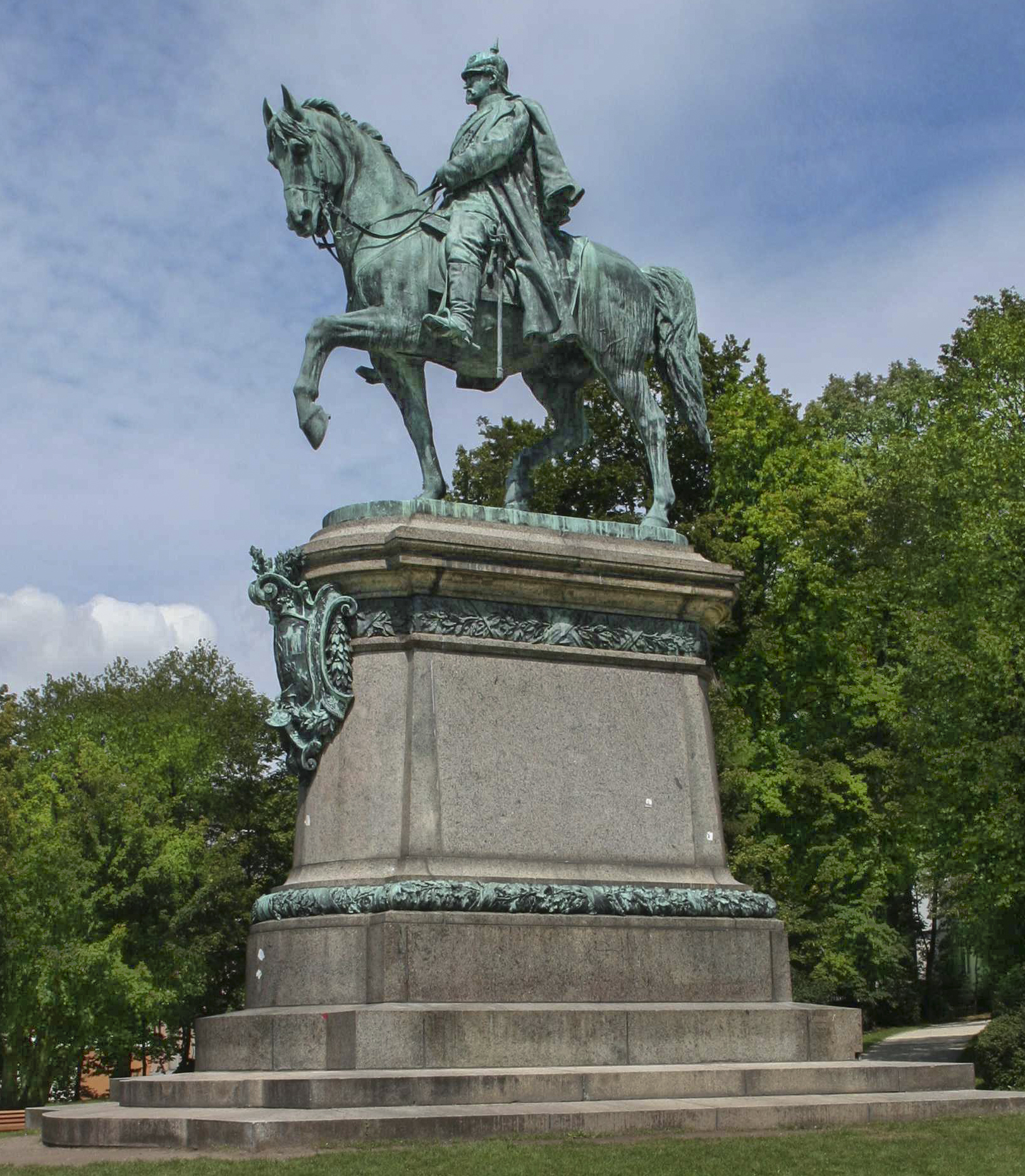
Una estatua ecuestre de Ernesto en el Hofgarten, Coburgo. En la década de los años 1850, Ernesto transformó radicalmente el Hofgarten en un jardín paisajista inglés. Se inauguró el 27 de abril de 1857 al público. La estatua fue construida en 1899 para celebrar las contribuciones de Ernesto.

El duque tenía reputación de ser un gran amigo de los Estados Unidos, al igual que su hermano Alberto. Fue —como se ha visto— el único soberano europeo que nombró a un cónsul en los Estados Confederados de América.
En los momentos finales de su reinado, las acciones de Ernesto consiguieron irritar de continuo a su cuñada. Aunque Victoria apreciaba a Ernesto porque era el hermano de Alberto, estaba descontenta con que Ernesto estuviera escribiendo sus memorias, preocupándose por su contenido principalmente en relación con su esposo difunto. A pesar de sus enfrentamientos, Ernesto aún se encontraba ocasionalmente con Victoria y su familia. En 1891, se encontraron en Francia; una dama de compañía de la reina Victoria comentó que "el viejo duque de Sajonia-Coburgo-Gotha ha estado aquí hoy con su esposa. Es el único hermano del Príncipe Consorte y un hombre de aspecto horrible, a la Reina le desagrada particularmente. Siempre está escribiendo panfletos anónimos contra la Reina y la emperatriz Federica, lo que naturalmente crea una gran cantidad de enojo en la familia".
A lo largo de su reinado, Ernesto había sido conocido por su extravagancia y por su golfería; conforme fue haciéndose mayor, disfrutaba del cotilleo convirtiéndose "ahora en un viejo libertino totalmente desprestigiado que disfruta de la indignación provocada por sus acciones", lo que llevó a Vicky a declarar que su tío "era su propio enemigo". Su inadecuado comportamiento y su anticuada forma de vestir se convirtieron progresivamente en un chiste para las generaciones más jóvenes. Su sobrina-nieta María de Edimburgo más tarde describiría a Ernesto como "un viejo galán, embutido en una levita demasiado ceñida para su mole e incómodamente apretada en la cintura, luciendo un sombrero de copa, guantes amarillo limón, y un capullo de rosa en la solapa". Ganó peso y aunque sobre el papel su riqueza aún era grande, estaba constantemente endeudado.
El duque era también un excelente músico y compositor aficionado. Fue un gran mecenas de las artes y las ciencias en Coburgo, a menudo concediendo premios y títulos a miembros del mundo artístico y científico, como Paul Kalisch[cita requerida], un cantante de ópera alemán y al químico inglés William Ernest Bush. Compuso canciones, himnos y cantatas, así como piezas musicales para la ópera y el teatro, incluyendo Die Gräberinsel (1842), Tony, oder die Vergeltung (1849), Casilda (1851), Santa Chiara (1854), y Zaïre, que tuvieron éxito en Alemania. También dibujaba y tocaba el piano. Una de sus óperas, Diana von Solange (1858), impulsó a Franz Liszt al año siguiente a escribir una pieza orquestal, Festmarsch nach Motiven von E. H. z. S.-C.-G., S.116 (E. H. z. S.-C.-G. era la abreviatura de Ernst Herzog zu Sachsen-Coburg-Gotha). Sin embargo, su producción en la Metropolitan Opera House en Nueva York en 1890 tuvo críticas pésimas, con un espectador comentando que su "música era simplemente basura". Ernesto era también un ávido cazador y deportista; un contemporáneo resaltó que era "uno de los más destacados y entusiastas deportistas que produjo el siglo actual". Además, fue un entusiasta mecenas de todo lo que se refería a la historia natural, por ejemplo viajando a Abisinia con el zoólogo alemán Alfred Brehm en 1862. 
Ernesto II murió en Reinhardsbrunn el 22 de agosto de 1893 después de una breve enfermedad. Deportista durante toda su vida, sus últimas palabras fueron aparentemente "¡Que empiece la conducción!" Su funeral se celebró en la iglesia de san Mauricio (Morizkirche) en Coburgo; miles de espectadores acudieron a su funeral, incluyendo el emperador Guillermo y el príncipe de Gales. Está enterrado en el mausoleo ducal en la Friedhof am Glockenberg que él mismo había construido en 1853-8.: 47 
A Ernesto lo sucedió su sobrino el príncipe Alfredo, duque de Edimburgo.

## Legado a Sajonia-Coburgo y Gotha

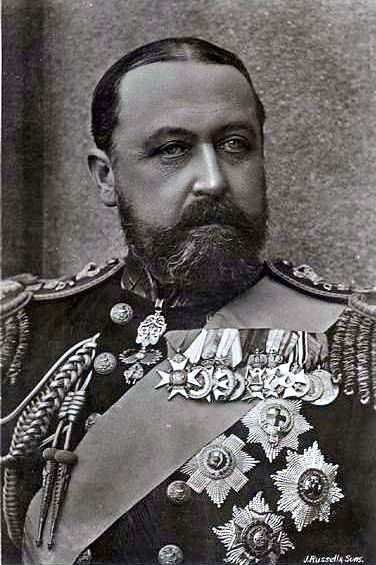
El heredero presunto de Ernesto, el príncipe Alfredo, duque de Edimburgo.

Durante gran parte del reinado de Ernesto, el heredero presunto de Sajonia-Coburgo y Gotha fue su único hermano, el príncipe Alberto, consorte de la reina Victoria. Cuando se vio cada vez más claro que Ernesto no tendría hijos, la posibilidad de una unión personal entre sus ducados y el Reino Unido se convirtió en real, una realidad que se consideraba poco deseable. Se hicieron arreglos especiales con una combinación de cláusulas constitucionales y renuncias para pasar el trono de Ernesto a un hijo de Alberto al tiempo que se evitaba una unión personal. En consecuencia, el príncipe Alfredo, duque de Edimburgo, el segundo hijo mayor de su hermano, fue elegido como heredero de Ernesto el 14 de diciembre de 1861, cuando su hermano mayor el príncipe de Gales (más tarde Eduardo VII del Reino Unido) renunció a sus derechos sucesorios.
Surgieron cuestiones sobre la autoridad que tenía de educar a su heredero presunto. Como cabeza de la familia Coburgo, Ernesto normalmente habría sido capaz de organizar la educación de Alfredo y su educación general sin oposición. No fue este, sin embargo, el caso. Alfredo se sentía dividido entre su nacimiento británico y su herencia alemana. Esto en parte era debido a que era el segundo en la línea de sucesión al trono británico hasta el nacimiento de su sobrino el príncipe Alberto Víctor, duque de Clarence y Avondale, en 1864. Un ejemplo de los muchos problemas de su educación se refieren al idioma que hablaría. Aunque creció aprendiendo alemán, su lengua materna era decididamente el inglés. Además, se eligió una carrera naval para Alfredo, una profesión habitual para un príncipe británico pero casi inédita en un príncipe alemán. Ernesto también quería que Alfredo fuera educado en Coburgo, pero su hermano lo rechazó. La oposición de Alberto derivaba posiblemente de la reacción británica negativa que habría surgido inevitablemente y el hecho de que Alberto temía por el desarrollo moral de Alfredo. Así a pesar de las protestas de Ernesto, no fueron escuchadas en vida de Alberto. En 1863, Ernesto le dijo a Victoria que era hora de que Alfredo dejase la marina y entrase en una universidad alemana. Para marzo del año siguiente, se decidió que Alfredo acudiera a la Universidad de Bonn pero se le dejó libre de considerar su futuro, pues tenía sus dudas sobre residir permanentemente fuera de Inglaterra. El asunto se resolvió con el tiempo; Alfredo pasó a aceptar su herencia, y Victoria entendió y aceptó que Ernesto necesitaba implicarse en la educación de su heredero presunto, con un fuerte elemento alemán añadido a su educación y con visitas a Coburgo (cuidadosamente vigiladas).

## Títulos, órdenes y blasón

### Títulos y denominaciones

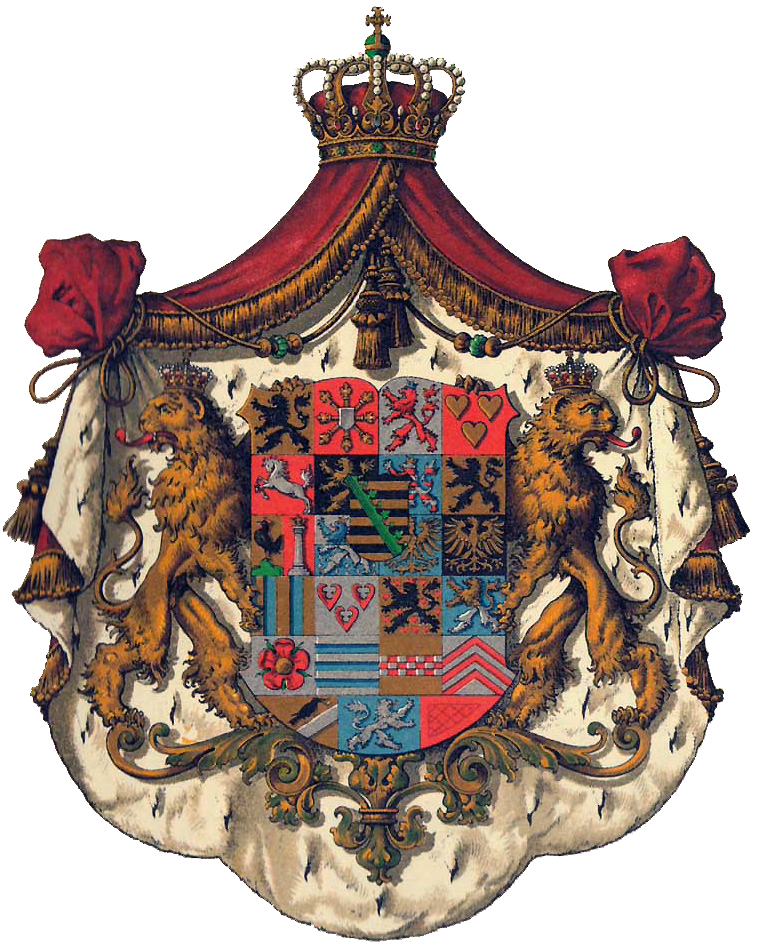
Escudo de armas de Ernesto II, duque de Sajonia-Coburgo y Gotha.

| ● 21 de junio de 1818-12 de noviembre de 1826: | Su alteza serenísima el príncipe heredero de Sajonia-Coburgo-Saalfeld |
| ● 12 de noviembre de 1826-29 de enero de 1844: | Su alteza el príncipe heredero de Sajonia-Coburgo y Gotha             |
| ● 29 de enero de 1844-22 de agosto de 1893:    | Su alteza el duque de Sajonia-Coburgo y Gotha                         |

### Órdenes

#### Ducados Ernestinos
- Gran Maestre de la orden de la Casa Ernestina de Sajonia.[66]
- Orden de San Joaquín
- Maestro masón, 1857[67]

#### Imperio alemán
- Reino de Sajonia: Caballero de la Orden de la Corona de Ruda.[66]
- Reino de Sajonia: Comendador de primera clase de la Orden de San Enrique.[66]
- Gran ducado de Sajonia-Weimar-Eisenach: Caballero gran cruz de la Orden del Halcón Blanco.[66]
- Gran Ducado de Baden: Caballero gran cruz de la Orden del León de Zahringen.[66]
- Gran Ducado de Baden: Caballero gran cruz de la Orden de la Fidelidad.[66]
- Reino de Baviera: Caballero de la Orden de San Huberto.[66]
- Ducado de Brunswick: Caballero gran cruz de la Orden de Enrique el León.[66]
- Reino de Hannover: Caballero gran cruz de la Orden de San Jorge.[66]

 Reino de Prusia: Caballero de la Orden del Águila Negra.
 Reino de Prusia: Caballero de primera clase de la Orden del Águila Roja.
 Reino de Prusia: Pour le Mérite
 Reino de Prusia: Receptor de la Cruz de Hierro de 1870, 1.ª y 2.ª clase

#### Extranjeras
- Reino de Bélgica: Caballero gran cruz de la Orden de Leopoldo.[66]
- Imperio del Brasil: Caballero gran cruz de la Orden de la Cruz del Sur.[66]
- Reino de Francia: Caballero gran cruz de la Orden de la Legión de Honor.[66]
- Reino Unido 1844: Caballero de la Orden de la Jarretera.[21][66]
- Imperio austrohúngaro 1852: Caballero gran cruz de la Orden de San Esteban.[69][66]
- Reino de Portugal: Caballero gran cruz de la Orden de la Torre y de la Espada.[66]
- Reino de Portugal: Caballero gran cruz de la Orden militar de Cristo, 1836.[66][70]
- Imperio del Japón: Caballero gran cruz de la Orden del Crisantemo.[66]
- Orden de Malta: Bailío Gran Cruz de Honor y Devoción

## Ancestros
| \| \| \| \| \| \| \| \| \| \| \| \| \| \| \| \| \| \| \| \| 16. Francisco Josías de Sajonia-Coburgo-Saalfeld \| \| \| \| \| \| \| \| \| \| \| \| \| \| \| \| \| \| \| \| \| \| \| \| \| \| \| \| \| \| \| \| \| \| \| \| \| \| \| \| \| \| \| \| \| \| \| \| \| \| \| \| \| \| 8. Ernesto Federico de Sajonia-Coburgo-Saalfeld \| \| \| \| \| \| \| \| \| \| \| \| \| \| \| \| \| \| \| \| \| \| \| \| \| \| \| \| \| \| \| \| \| \| \| \| \| \| \| \| \| \| \| \| \| \| \| \| \| \| \| \| \| \| 17. Ana Sofía de Schwarzburg-Rudolstadt \| \| \| \| \| \| \| \| \| \| \| \| \| \| \| \| \| \| \| \| \| \| \| \| \| \| \| \| \| \| \| \| \| \| \| \| \| \| \| \| \| \| \| \| \| \| \| \| \| \| \| \| \| \| 4. Francisco de Sajonia-Coburgo-Saalfeld \| \| \| \| \| \| \| \| \| \| \| \| \| \| \| \| \| \| \| \| \| \| \| \| \| \| \| \| \| \| \| \| \| \| \| \| \| \| \| \| \| \| \| \| \| \| \| \| \| \| \| \| \| \| 18. Fernando Alberto II de Brunswick-Lüneburgo \| \| \| \| \| \| \| \| \| \| \| \| \| \| \| \| \| \| \| \| \| \| \| \| \| \| \| \| \| \| \| \| \| \| \| \| \| \| \| \| \| \| \| \| \| \| \| \| \| \| \| \| \| \| 9. Sofía Antonia de Brunswick-Wolfenbüttel \| \| \| \| \| \| \| \| \| \| \| \| \| \| \| \| \| \| \| \| \| \| \| \| \| \| \| \| \| \| \| \| \| \| \| \| \| \| \| \| \| \| \| \| \| \| \| \| \| \| \| \| \| \| 19. Antonieta Amalia de Brunswick-Wolfenbüttel \| \| \| \| \| \| \| \| \| \| \| \| \| \| \| \| \| \| \| \| \| \| \| \| \| \| \| \| \| \| \| \| \| \| \| \| \| \| \| \| \| \| \| \| \| \| \| \| \| \| \| \| \| \| 2. Ernesto I de Sajonia-Coburgo-Gotha \| \| \| \| \| \| \| \| \| \| \| \| \| \| \| \| \| \| \| \| \| \| \| \| \| \| \| \| \| \| \| \| \| \| \| \| \| \| \| \| \| \| \| \| \| \| \| \| \| \| \| \| \| \| 20. Enrique XXIX de Reuss-Ebersdorf \| \| \| \| \| \| \| \| \| \| \| \| \| \| \| \| \| \| \| \| \| \| \| \| \| \| \| \| \| \| \| \| \| \| \| \| \| \| \| \| \| \| \| \| \| \| \| \| \| \| \| \| \| \| 10. Enrique XXIV de Reuss-Ebersdorf \| \| \| \| \| \| \| \| \| \| \| \| \| \| \| \| \| \| \| \| \| \| \| \| \| \| \| \| \| \| \| \| \| \| \| \| \| \| \| \| \| \| \| \| \| \| \| \| \| \| \| \| \| \| 21. Sofía Teodora de Castell-Remlingen \| \| \| \| \| \| \| \| \| \| \| \| \| \| \| \| \| \| \| \| \| \| \| \| \| \| \| \| \| \| \| \| \| \| \| \| \| \| \| \| \| \| \| \| \| \| \| \| \| \| \| \| \| \| 5. Augusta de Reuss-Ebersdorf \| \| \| \| \| \| \| \| \| \| \| \| \| \| \| \| \| \| \| \| \| \| \| \| \| \| \| \| \| \| \| \| \| \| \| \| \| \| \| \| \| \| \| \| \| \| \| \| \| \| \| \| \| \| 22. Jorge Augusto, conde de Erbach-Schönberg \| \| \| \| \| \| \| \| \| \| \| \| \| \| \| \| \| \| \| \| \| \| \| \| \| \| \| \| \| \| \| \| \| \| \| \| \| \| \| \| \| \| \| \| \| \| \| \| \| \| \| \| \| \| 11. Carolina Ernestina de Erbach-Schönberg \| \| \| \| \| \| \| \| \| \| \| \| \| \| \| \| \| \| \| \| \| \| \| \| \| \| \| \| \| \| \| \| \| \| \| \| \| \| \| \| \| \| \| \| \| \| \| \| \| \| \| \| \| \| 23. Fernanda Enriqueta de Stolbert-Gedern \| \| \| \| \| \| \| \| \| \| \| \| \| \| \| \| \| \| \| \| \| \| \| \| \| \| \| \| \| \| \| \| \| \| \| \| \| \| \| \| \| \| \| \| \| \| \| \| \| \| \| \| \| \| 1. Ernesto II de Sajonia-Coburgo-Gotha \| \| \| \| \| \| \| \| \| \| \| \| \| \| \| \| \| \| \| \| \| \| \| \| \| \| \| \| \| \| \| \| \| \| \| \| \| \| \| \| \| \| \| \| \| \| \| \| \| \| \| \| \| \| 24. Federico III de Sajonia-Gotha-Altenburgo \| \| \| \| \| \| \| \| \| \| \| \| \| \| \| \| \| \| \| \| \| \| \| \| \| \| \| \| \| \| \| \| \| \| \| \| \| \| \| \| \| \| \| \| \| \| \| \| \| \| \| \| \| \| 12. Ernesto II de Sajonia-Gotha-Altenburgo \| \| \| \| \| \| \| \| \| \| \| \| \| \| \| \| \| \| \| \| \| \| \| \| \| \| \| \| \| \| \| \| \| \| \| \| \| \| \| \| \| \| \| \| \| \| \| \| \| \| \| \| \| \| 25. Luisa Dorotea de Sajonia-Meiningen \| \| \| \| \| \| \| \| \| \| \| \| \| \| \| \| \| \| \| \| \| \| \| \| \| \| \| \| \| \| \| \| \| \| \| \| \| \| \| \| \| \| \| \| \| \| \| \| \| \| \| \| \| \| 6. Augusto de Sajonia-Gotha-Altenburgo \| \| \| \| \| \| \| \| \| \| \| \| \| \| \| \| \| \| \| \| \| \| \| \| \| \| \| \| \| \| \| \| \| \| \| \| \| \| \| \| \| \| \| \| \| \| \| \| \| \| \| \| \| \| 26. Antonio Ulrico de Sajonia-Meiningen \| \| \| \| \| \| \| \| \| \| \| \| \| \| \| \| \| \| \| \| \| \| \| \| \| \| \| \| \| \| \| \| \| \| \| \| \| \| \| \| \| \| \| \| \| \| \| \| \| \| \| \| \| \| 13. Carlota de Sajonia-Meiningen \| \| \| \| \| \| \| \| \| \| \| \| \| \| \| \| \| \| \| \| \| \| \| \| \| \| \| \| \| \| \| \| \| \| \| \| \| \| \| \| \| \| \| \| \| \| \| \| \| \| \| \| \| \| 27. Carlota de Hesse-Philippsthal \| \| \| \| \| \| \| \| \| \| \| \| \| \| \| \| \| \| \| \| \| \| \| \| \| \| \| \| \| \| \| \| \| \| \| \| \| \| \| \| \| \| \| \| \| \| \| \| \| \| \| \| \| \| 3. Luisa de Sajonia-Gotha-Altenburgo \| \| \| \| \| \| \| \| \| \| \| \| \| \| \| \| \| \| \| \| \| \| \| \| \| \| \| \| \| \| \| \| \| \| \| \| \| \| \| \| \| \| \| \| \| \| \| \| \| \| \| \| \| \| 28. Luis de Mecklemburgo-Schwerin \| \| \| \| \| \| \| \| \| \| \| \| \| \| \| \| \| \| \| \| \| \| \| \| \| \| \| \| \| \| \| \| \| \| \| \| \| \| \| \| \| \| \| \| \| \| \| \| \| \| \| \| \| \| 14. Federico Francisco I de Mecklemburgo-Schwerin \| \| \| \| \| \| \| \| \| \| \| \| \| \| \| \| \| \| \| \| \| \| \| \| \| \| \| \| \| \| \| \| \| \| \| \| \| \| \| \| \| \| \| \| \| \| \| \| \| \| \| \| \| \| 29. Carlota Sofía de Sajonia-Coburgo-Saalfeld \| \| \| \| \| \| \| \| \| \| \| \| \| \| \| \| \| \| \| \| \| \| \| \| \| \| \| \| \| \| \| \| \| \| \| \| \| \| \| \| \| \| \| \| \| \| \| \| \| \| \| \| \| \| 7. Luisa Carlota de Mecklemburgo-Schwerin \| \| \| \| \| \| \| \| \| \| \| \| \| \| \| \| \| \| \| \| \| \| \| \| \| \| \| \| \| \| \| \| \| \| \| \| \| \| \| \| \| \| \| \| \| \| \| \| \| \| \| \| \| \| 30. Juan Augusto de Sajonia-Gotha-Altenburgo \| \| \| \| \| \| \| \| \| \| \| \| \| \| \| \| \| \| \| \| \| \| \| \| \| \| \| \| \| \| \| \| \| \| \| \| \| \| \| \| \| \| \| \| \| \| \| \| \| \| \| \| \| \| 15. Luisa de Sajonia-Gotha-Altenburgo \| \| \| \| \| \| \| \| \| \| \| \| \| \| \| \| \| \| \| \| \| \| \| \| \| \| \| \| \| \| \| \| \| \| \| \| \| \| \| \| \| \| \| \| \| \| \| \| \| \| \| \| \| \| 31. Luisa, condesa de Reuss-Schleiz \| \| \| \| \| \| \| \| \| \| \| \| \| \| \| \| \| \| \| \| \| \| \| \| \| \| \| \| \| \| \| \| \| \| \| \| \| \| \| \| \| \| \| \| \| \| \| \| \| \| \| \| |                                                   |  |  |  |  |  |  |  |  |  |  |  |  |  |  |  |
| |                                                   |  |  |  |  |  |  |  |  |  |  |  |  |  |  |  |
| | 16. Francisco Josías de Sajonia-Coburgo-Saalfeld  |  |  |  |  |  |  |  |  |  |  |  |  |  |  |  |
| |                                                   |  |  |  |  |  |  |  |  |  |  |  |  |  |  |  |
| |                                                   |  |  |  |  |  |  |  |  |  |  |  |  |  |  |  |
| | 8. Ernesto Federico de Sajonia-Coburgo-Saalfeld   |  |  |  |  |  |  |  |  |  |  |  |  |  |  |  |
| |                                                   |  |  |  |  |  |  |  |  |  |  |  |  |  |  |  |
| |                                                   |  |  |  |  |  |  |  |  |  |  |  |  |  |  |  |
| | 17. Ana Sofía de Schwarzburg-Rudolstadt           |  |  |  |  |  |  |  |  |  |  |  |  |  |  |  |
| |                                                   |  |  |  |  |  |  |  |  |  |  |  |  |  |  |  |
| |                                                   |  |  |  |  |  |  |  |  |  |  |  |  |  |  |  |
| | 4. Francisco de Sajonia-Coburgo-Saalfeld          |  |  |  |  |  |  |  |  |  |  |  |  |  |  |  |
| |                                                   |  |  |  |  |  |  |  |  |  |  |  |  |  |  |  |
| |                                                   |  |  |  |  |  |  |  |  |  |  |  |  |  |  |  |
| | 18. Fernando Alberto II de Brunswick-Lüneburgo    |  |  |  |  |  |  |  |  |  |  |  |  |  |  |  |
| |                                                   |  |  |  |  |  |  |  |  |  |  |  |  |  |  |  |
| |                                                   |  |  |  |  |  |  |  |  |  |  |  |  |  |  |  |
| | 9. Sofía Antonia de Brunswick-Wolfenbüttel        |  |  |  |  |  |  |  |  |  |  |  |  |  |  |  |
| |                                                   |  |  |  |  |  |  |  |  |  |  |  |  |  |  |  |
| |                                                   |  |  |  |  |  |  |  |  |  |  |  |  |  |  |  |
| | 19. Antonieta Amalia de Brunswick-Wolfenbüttel    |  |  |  |  |  |  |  |  |  |  |  |  |  |  |  |
| |                                                   |  |  |  |  |  |  |  |  |  |  |  |  |  |  |  |
| |                                                   |  |  |  |  |  |  |  |  |  |  |  |  |  |  |  |
| | 2. Ernesto I de Sajonia-Coburgo-Gotha             |  |  |  |  |  |  |  |  |  |  |  |  |  |  |  |
| |                                                   |  |  |  |  |  |  |  |  |  |  |  |  |  |  |  |
| |                                                   |  |  |  |  |  |  |  |  |  |  |  |  |  |  |  |
| | 20. Enrique XXIX de Reuss-Ebersdorf               |  |  |  |  |  |  |  |  |  |  |  |  |  |  |  |
| |                                                   |  |  |  |  |  |  |  |  |  |  |  |  |  |  |  |
| |                                                   |  |  |  |  |  |  |  |  |  |  |  |  |  |  |  |
| | 10. Enrique XXIV de Reuss-Ebersdorf               |  |  |  |  |  |  |  |  |  |  |  |  |  |  |  |
| |                                                   |  |  |  |  |  |  |  |  |  |  |  |  |  |  |  |
| |                                                   |  |  |  |  |  |  |  |  |  |  |  |  |  |  |  |
| | 21. Sofía Teodora de Castell-Remlingen            |  |  |  |  |  |  |  |  |  |  |  |  |  |  |  |
| |                                                   |  |  |  |  |  |  |  |  |  |  |  |  |  |  |  |
| |                                                   |  |  |  |  |  |  |  |  |  |  |  |  |  |  |  |
| | 5. Augusta de Reuss-Ebersdorf                     |  |  |  |  |  |  |  |  |  |  |  |  |  |  |  |
| |                                                   |  |  |  |  |  |  |  |  |  |  |  |  |  |  |  |
| |                                                   |  |  |  |  |  |  |  |  |  |  |  |  |  |  |  |
| | 22. Jorge Augusto, conde de Erbach-Schönberg      |  |  |  |  |  |  |  |  |  |  |  |  |  |  |  |
| |                                                   |  |  |  |  |  |  |  |  |  |  |  |  |  |  |  |
| |                                                   |  |  |  |  |  |  |  |  |  |  |  |  |  |  |  |
| | 11. Carolina Ernestina de Erbach-Schönberg        |  |  |  |  |  |  |  |  |  |  |  |  |  |  |  |
| |                                                   |  |  |  |  |  |  |  |  |  |  |  |  |  |  |  |
| |                                                   |  |  |  |  |  |  |  |  |  |  |  |  |  |  |  |
| | 23. Fernanda Enriqueta de Stolbert-Gedern         |  |  |  |  |  |  |  |  |  |  |  |  |  |  |  |
| |                                                   |  |  |  |  |  |  |  |  |  |  |  |  |  |  |  |
| |                                                   |  |  |  |  |  |  |  |  |  |  |  |  |  |  |  |
| | 1. Ernesto II de Sajonia-Coburgo-Gotha            |  |  |  |  |  |  |  |  |  |  |  |  |  |  |  |
| |                                                   |  |  |  |  |  |  |  |  |  |  |  |  |  |  |  |
| |                                                   |  |  |  |  |  |  |  |  |  |  |  |  |  |  |  |
| | 24. Federico III de Sajonia-Gotha-Altenburgo      |  |  |  |  |  |  |  |  |  |  |  |  |  |  |  |
| |                                                   |  |  |  |  |  |  |  |  |  |  |  |  |  |  |  |
| |                                                   |  |  |  |  |  |  |  |  |  |  |  |  |  |  |  |
| | 12. Ernesto II de Sajonia-Gotha-Altenburgo        |  |  |  |  |  |  |  |  |  |  |  |  |  |  |  |
| |                                                   |  |  |  |  |  |  |  |  |  |  |  |  |  |  |  |
| |                                                   |  |  |  |  |  |  |  |  |  |  |  |  |  |  |  |
| | 25. Luisa Dorotea de Sajonia-Meiningen            |  |  |  |  |  |  |  |  |  |  |  |  |  |  |  |
| |                                                   |  |  |  |  |  |  |  |  |  |  |  |  |  |  |  |
| |                                                   |  |  |  |  |  |  |  |  |  |  |  |  |  |  |  |
| | 6. Augusto de Sajonia-Gotha-Altenburgo            |  |  |  |  |  |  |  |  |  |  |  |  |  |  |  |
| |                                                   |  |  |  |  |  |  |  |  |  |  |  |  |  |  |  |
| |                                                   |  |  |  |  |  |  |  |  |  |  |  |  |  |  |  |
| | 26. Antonio Ulrico de Sajonia-Meiningen           |  |  |  |  |  |  |  |  |  |  |  |  |  |  |  |
| |                                                   |  |  |  |  |  |  |  |  |  |  |  |  |  |  |  |
| |                                                   |  |  |  |  |  |  |  |  |  |  |  |  |  |  |  |
| | 13. Carlota de Sajonia-Meiningen                  |  |  |  |  |  |  |  |  |  |  |  |  |  |  |  |
| |                                                   |  |  |  |  |  |  |  |  |  |  |  |  |  |  |  |
| |                                                   |  |  |  |  |  |  |  |  |  |  |  |  |  |  |  |
| | 27. Carlota de Hesse-Philippsthal                 |  |  |  |  |  |  |  |  |  |  |  |  |  |  |  |
| |                                                   |  |  |  |  |  |  |  |  |  |  |  |  |  |  |  |
| |                                                   |  |  |  |  |  |  |  |  |  |  |  |  |  |  |  |
| | 3. Luisa de Sajonia-Gotha-Altenburgo              |  |  |  |  |  |  |  |  |  |  |  |  |  |  |  |
| |                                                   |  |  |  |  |  |  |  |  |  |  |  |  |  |  |  |
| |                                                   |  |  |  |  |  |  |  |  |  |  |  |  |  |  |  |
| | 28. Luis de Mecklemburgo-Schwerin                 |  |  |  |  |  |  |  |  |  |  |  |  |  |  |  |
| |                                                   |  |  |  |  |  |  |  |  |  |  |  |  |  |  |  |
| |                                                   |  |  |  |  |  |  |  |  |  |  |  |  |  |  |  |
| | 14. Federico Francisco I de Mecklemburgo-Schwerin |  |  |  |  |  |  |  |  |  |  |  |  |  |  |  |
| |                                                   |  |  |  |  |  |  |  |  |  |  |  |  |  |  |  |
| |                                                   |  |  |  |  |  |  |  |  |  |  |  |  |  |  |  |
| | 29. Carlota Sofía de Sajonia-Coburgo-Saalfeld     |  |  |  |  |  |  |  |  |  |  |  |  |  |  |  |
| |                                                   |  |  |  |  |  |  |  |  |  |  |  |  |  |  |  |
| |                                                   |  |  |  |  |  |  |  |  |  |  |  |  |  |  |  |
| | 7. Luisa Carlota de Mecklemburgo-Schwerin         |  |  |  |  |  |  |  |  |  |  |  |  |  |  |  |
| |                                                   |  |  |  |  |  |  |  |  |  |  |  |  |  |  |  |
| |                                                   |  |  |  |  |  |  |  |  |  |  |  |  |  |  |  |
| | 30. Juan Augusto de Sajonia-Gotha-Altenburgo      |  |  |  |  |  |  |  |  |  |  |  |  |  |  |  |
| |                                                   |  |  |  |  |  |  |  |  |  |  |  |  |  |  |  |
| |                                                   |  |  |  |  |  |  |  |  |  |  |  |  |  |  |  |
| | 15. Luisa de Sajonia-Gotha-Altenburgo             |  |  |  |  |  |  |  |  |  |  |  |  |  |  |  |
| |                                                   |  |  |  |  |  |  |  |  |  |  |  |  |  |  |  |
| |                                                   |  |  |  |  |  |  |  |  |  |  |  |  |  |  |  |
| | 31. Luisa, condesa de Reuss-Schleiz               |  |  |  |  |  |  |  |  |  |  |  |  |  |  |  |
| |                                                   |  |  |  |  |  |  |  |  |  |  |  |  |  |  |  |
| |                                                   |  |  |  |  |  |  |  |  |  |  |  |  |  |  |  |

### Primarias
- Baillie-Grohman, William Adolph (1896). Sport in the Alps in the Past and Present: An Account of the Chase of the Chamois, Red-deer, Bouquetin, Roe-deer, Capercaillie, and Black-cock, with Personal References and Historical Notes and Some Sporting Reminisces of H.R.H. the Late Duke of Saxe-Coburg-Gotha. Londres: Scribner.
- Saxe-Coburg and Gotha, Duke Ernest II of (1888). Memoirs of Ernest II: Duke of Saxe-Coburg-Gotha. Londres: Remington & Co. Publishers., cuatro volúmenes.

### Secundarias
- Alden, Raymond; George Berry; Ernest I. Bogart (1918). The Encyclopedia Americana: A Library of Universal Knowledge, Volume 10. Nueva York: The Encyclopedia Americana Corporation.
- Allinson, A.R. (2006). The War Diary of the Emperor Frederick III - 1870 - 1871. Home Farm Books. ISBN 1-4067-9995-5.
- Berwanger, Eugene H. (1994). The British Foreign Service and the American Civil War. Lexington, KY: University Press of Kentucky. ISBN 0-8131-1876-X.
- Coit Gilman, Daniel; Harry Thurston Peck; Frank Moore Colby (1903). The New International Encyclopædia, Volume 6. Nueva York: Dodd, Mead, and Company.
- D'Auvergne, Edmund Basil (1911). The Coburgs: The Story of the Rise of a Great Royal House. Nueva York: James Pott & Company. ISBN 1-120-85860-7.
- Feuchtwanger, E.J. (2006). Albert and Victoria: The Rise and Fall of the House of Saxe-Coburg-Gotha. Londres: Hambledon Continuum. ISBN 1-85285-461-8.
- Gill, Gillian (2009). We Two: Victoria and Albert: Rulers, Partners, Rivals. Nueva York: Ballatine Books. ISBN 0-345-52001-7.
- Grey, Hon. Charles (1868). The Early Years of His Royal Highness The Prince Consort. Nueva York: Harper & Brothers Publishers.
- Hibbert, Christopher (2007). Edward VII: The Last Victorian King. Nueva York: Palgrave Macmillan.
- Hough, Richard (1996). Victoria and Albert. Nueva York: St. Martin's Griffin. ISBN 0-312-30385-8.
- Kenning, George (1878). Kenning's Masonic Encyclopedia and Handbook of Masonic Archeology, History and Biography. Londres: Kessinger Publishing. ISBN 0-7661-6526-4. (enlace roto disponible en Internet Archive; véase el historial, la primera versión y la última).
- Packard, Jerome M. (1998). Victoria's Daughters. Nueva York: St. Martin's Press. ISBN 0-312-24496-7.
- Pakula, Hannah (1997). An Uncommon Woman: The Empress Frederick, Daughter of Queen Victoria, Wife of the Crown Prince of Prussia, Mother of Kaiser Wilhelm. Nueva York: Simon and Schuster Inc. ISBN 0-684-84216-5.
- Weintraub, Stanley (1997). Uncrowned King: The Life of Prince Albert. Londres: John Murray Inc. ISBN 0-7195-5756-9.
- Zeepvat, Charlotte (julio de 2000). «The Queen and Uncle E». Royalty Digest X (109): 1-7. Archivado desde el original el 19 de septiembre de 2009. Consultado el 16 de febrero de 2010.